# Belligné
Belligné is een plaats en voormalige gemeente in Frankrijk in het departement Loire-Atlantique in de regio Pays de la Loire.

## Geschiedenis
Op 1 januari 2016 fuseerde Belligné met La Chapelle-Saint-Sauveur, La Rouxière en Varades tot de huidige gemeente Loireauxence. Deze gemeente maakt deel uit van het arrondissement Ancenis.

## Geografie
De oppervlakte van Belligné bedraagt 32,8 vierkante kilometer; Op 1 januari 2018 was de bevolkingsdichtheid 55 inwoners per km².
De onderstaande kaart toont de ligging van Belligné met de belangrijkste infrastructuur en aangrenzende gemeenten.

## Demografie
Onderstaande figuur toont het verloop van het inwonertal.
Belligné · La Chapelle-Saint-Sauveur · La Rouxière · Varades